# زهرة العطاس الجبلية

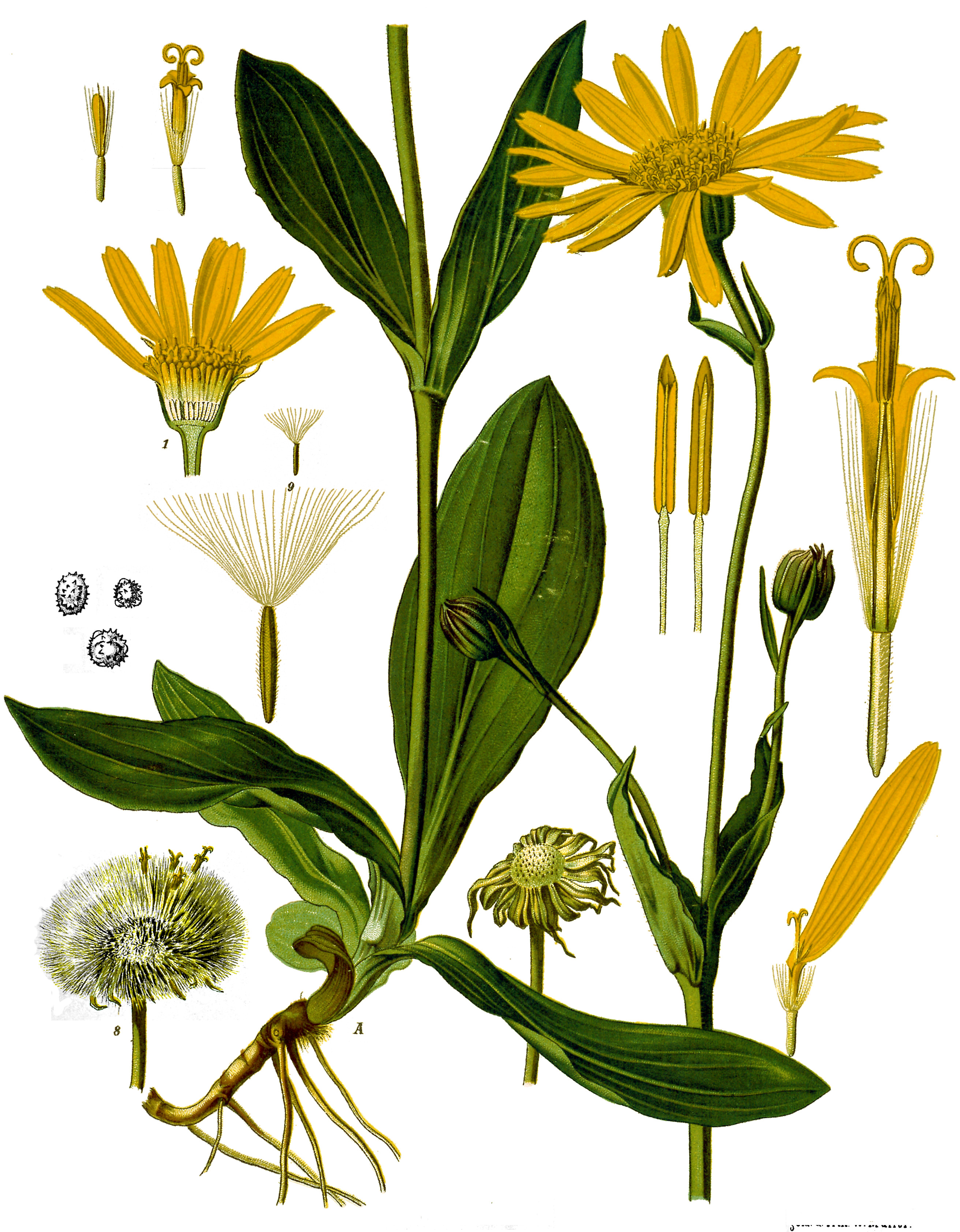

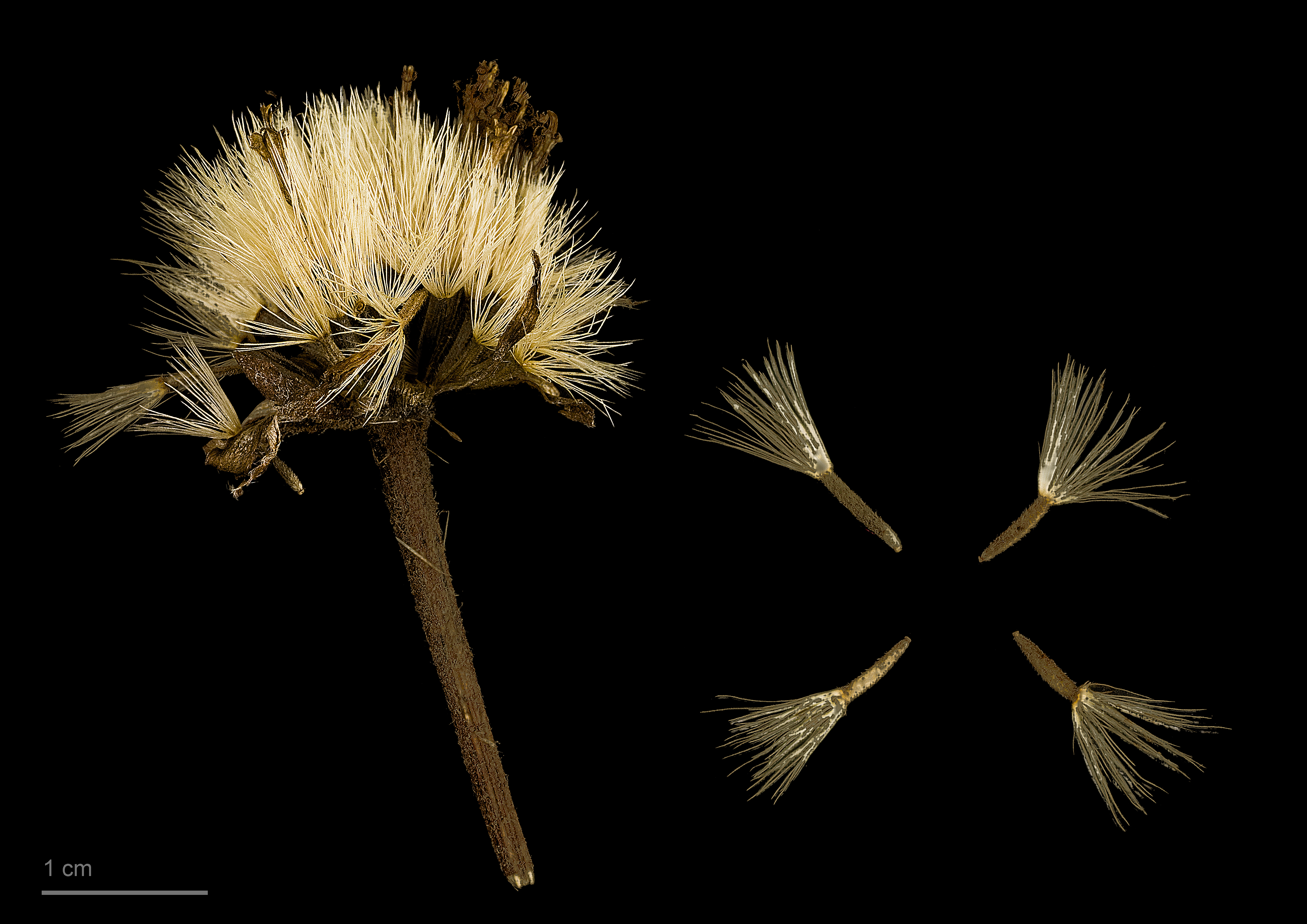
زهرة العطاس.

زهرة العطاس أو دخان الفوخ أو خانق الفهدأو خافق الفهد  أو كينا الفقراء (الاسم العلمي: Arnica  montana) هو نبات ينتمي إلى الفصيلة النجمية.

## الفصيلة
المركبة

## الوصف
عشبة ترتفع 30-50 سم ساقها مكسوة بشعيرات قصيرة علي قاعدتها اوراق كبيرة بيضاوية

## الموطن
الحقول الرملية و سفوح الجبال